# Истанбулско копиле
Истанбулско копиле (енгл. The Bastard of Istanbul) роман је турске ауторке бестселера Елиф Шафак из 2006. године, оригинално написан на енглеском језику, а објављен од стране издавачке куће Viking Adult. Превод на турски језик језик, преводиоца Асли Бичен, под насловом Baba ve Piç објављен је у марту 2006. године.

## Радња
Прича је усредсређена на ликове Асје Казанџи и Армануш Чахмахчијане. Смештена је у Тусон, Аризона; Сан Франциско, Калифорнија; и Истанбул у Турској. Роман говори о њиховим породицама и о томе како су повезане кроз догађаје геноцида над Јерменима 1915. године. Са деветнаест година Армануш путује потајно у Истанбул да тражи своје јерменске корене.
Двадесетогодишња Асја Казанџи живи са својом бројном породицом у Истанбулу. Због неког  породичног проклетства, сви мушкарци породице Казанџи умиру у раним четрдесетим годинама живота и стога је то кућа жена, у које спадају Асјина лепа бунтовна мајка Зелиха, која води салон за тетовирање, Бану, која је одскоро открила да је видовита, и хипохондрична Фериде опседнута пропашћу која само што се није догодила. Кад им у госте дође Асјина америчко–јерменска рођака Армануш, почињу да израњају дуго скриване породичне тајне повезане с бурном прошлошћу Турске.

## Позоришна адаптација
Роман је адаптирао у позоришну представу на италијанском језику Angelo Savelli под насловом La Bastarda Di Istanbul, а поставио ју је Teatro di Rifredi у Фиренци, Италија. Његова премијера одржана је 3. марта 2015. године, у којој је глумила турска глумица Serra Yılmaz.

## Суђење ауторки
У јуну 2006. године, Кемал Керинцсиз, националистички правник, тужио је Елиф Шафак због наводног „вређања турског порекла“ у њеном роману бавећи се геноцидом над Јерменима у последњим годинама Отоманског царства.  Тужба је отворена на истанбулском окружном суду Бејоглу у складу са чланом 301 турског кривичног закона. Након што је тужилац одустао од оптужбе због недостатка увреде, адвокат је у јулу 2006. године поднео жалбу вишем суду, Другостепеном првостепеном суду Бејоглу.
Шафак се суочила са казном до три године затвора због примедби изнетих у њеном роману. У септембру 2006. суд, коме је такође присуствовао Joost Lagendijk, копредседавајући делегације при Заједничком парламентарном одбору ЕУ; Турска, ослободио је Шашак кривичне пријаве због недостатка правне основе за предметно кривично дело и недовољних доказа у контроверзном суђење.

## Преводи
- Турска Turkey Baba ve Piç, by Metis (Istanbul, 2006)
- Либан Lebanon لقيطة اسطنبول, by منشورات الجمل (Beirut, 2006)
- Француска La Bâtarde d'Istanbul, by Phébus (Paris, 2007)
- Немачка Der Bastard von Istanbul, by Eichborn Verlag (Frankfurt am Main, 2007)
- Холандија De bastaard van Istanbul, by De Geus (Breda, 2007)
- Бразил Brazil De volta a Istambul, by Nova Fronteira (Rio de Janeiro, 2007)
- Норвешка Norway Bastarden fra Istanbul, by Aschehoug (Oslo, 2008)
- Италија La Bastarda di Istanbul, by Biblioteca Universale Rizzoli (Milano, 2009)
- Шпанија La bastarda de Estambul, by Editorial Lumen (Barcelona, 2009)
- Пољска Bękart ze Stambułu, by Wydawnictwo Literackie (Kraków, 2010)
- Шведска Bastarden från Istanbul, by Förlag 2244 (Stockholm, 2011)
- Финска  Finland Kirottu Istanbul, by Gummerus (Helsinki, 2012)
- Јерменија Ստամբուլի բիճը by Antares (Yerevan, 2012)
- Румунија Bastarda Instanbulului by Polirom (Bucharest, 2012)
- КинаChina 《伊斯坦布尔孤儿》 by Shanghai Literature & Art Publishing House（Shanghai, 2014）
- Португалија  Portugal A Bastarda de Istambul by Jacarandá Editora (Lisbon, 2015)